# Pugó de la menta
El pugó de la menta (Aphis affinis) és una espècie monòfaga d'hemípter esternorrinc de la família Aphididae.

## Distribució
Present al sud d'Europa, Rússia, l'Orient Mitjà, l'Índia (Karnataka) i Pakistan.

## Descripció
És xicotet (1-2 mm) i fosc, d'un color verd grisenc a quasi negre, generalment s'agrupa en els àpexs caulinars on són les tendres fulles superiors i els brots. Els pugons estan coberts per una prima capa de cera. Les antenes són aproximadament 2/3 del cos amb els últims segments foscos, mentre que els restants són pàl·lids. Els sifons són foscos, més fosc que la cauda. Aquesta és amplament arrodonida a l'àpex, amb 4 -7 pèls. Normalment, les femelles àpteres són més grans que les alades.
Aquesta espècie està molt relacionada amb A. gossypii, però amb les antenes relativament més curtes, una excreció de mel de melada molt baixa, però les fulles també provoquen que s'arrissen i deformen.

## Ecologia

### Plantes hoste
S'alimenta de la saba de multitud d'espècies del gènere Mentha, a excepció del poliol (Mentha pulegium). També s'ha descrit sobre alfàbrega i romer.

### Enemics naturals
La majoria de depredadors són coccinèl·lids, com ara Brumoides suturalis, Cheilomenes sexmaculata i Coccinella transversalis.

## Implicacions agronòmiques
No assoleix l'estat de plaga, encara que és un dels possibles vectors del virus del mosaic del cogombre (CMV).